# Sessa ibn Daher

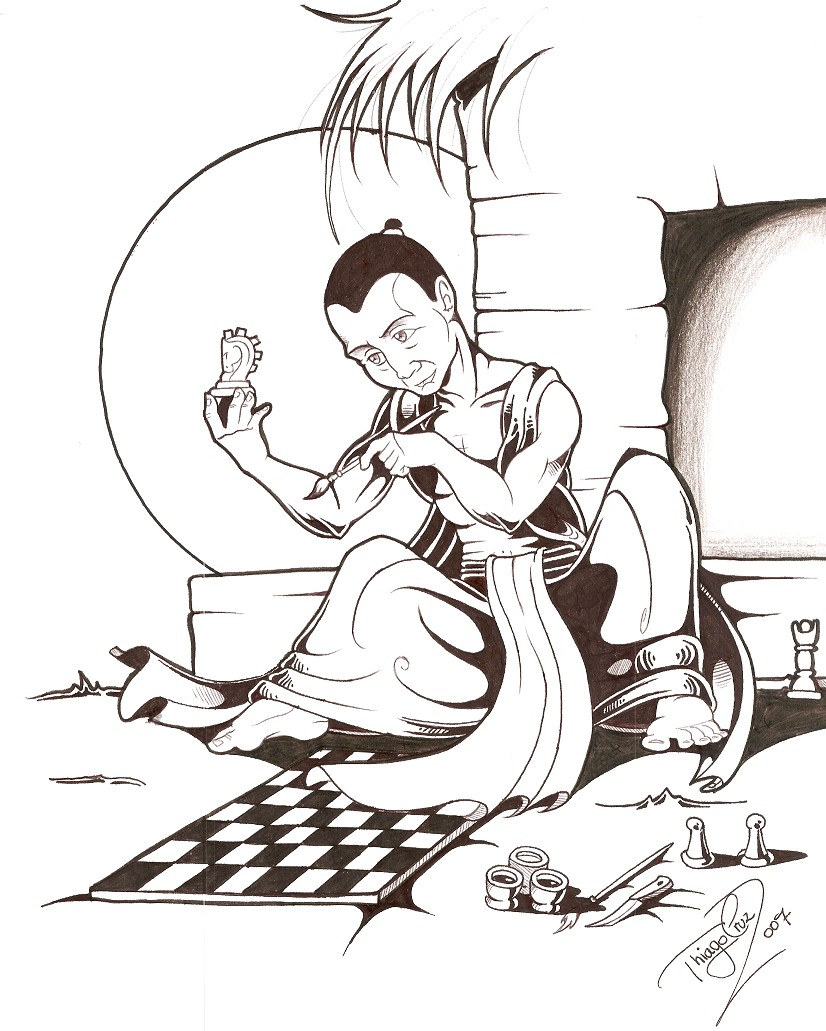
O brâmane indiano Sessa criando o Chaturanga, predecessor do xadrez (na concepção do artista brasileiro Thiago Cruz, 2007).

Sessa ibn Daher foi, segundo o autor árabe Al-Sephadi, citado pelo autor francês Jean-Étienne Montucla em Histoire des mathématiques, um brâmane matemático indiano que inventou o chaturanga, antigo jogo de tabuleiro indiano que foi precursor do xadrez.
Segundo esta história, a invenção do jogo deixou seu senhor, um príncipe indiano, (ou o rei persa Ardshir ) tão feliz que este disse que o matemático poderia pedir o que quisesse e que se fosse apropriado, que ele receberia. O matemático pediu apenas um grão de trigo, na primeira casa do tabuleiro, duas para a segunda casa, quatro para a terceira, e assim por diante, dobrando a quantidade até chegar na sexagésima quarta casa.
O príncipe, inicialmente, se sentiu ofendido com o pedido, achando que estava muito aquém das suas capacidades, e encarregou seu vizir de arrumar o trigo, porém este, assim que calculou quanto precisava, verificou que era muito mais do que havia no reino, ou mesmo em toda a Ásia.
Informado disto, o príncipe chamou o matemático, reconheceu que não conseguia pagar o preço e elogiou o matemático, pois a engenhosidade deste pedido o deixou ainda mais admirado do que a invenção do jogo.

## O cálculo matemático
O cálculo matemático da quantia pedida por Sessa ao príncipe é expressa pela matemática moderna por meio da fórmula da subtração de um a 2 elevado à sexagésima-quarta potência.
{\displaystyle \sum _{i=0}^{63}2^{i}=2^{64}-1}
A quantidade de grãos de trigo necessária para cumprir a missão era de 18 446 744 073 709 551 615 grãos.